# Elsa Tornérhielm
Elsa Tornérhielm, född 6 mars 1905 i Stockholm, död okänt år, var en svensk svensk-marockansk målare.
Hon var dotter till kaptenen Gustaf Tornérhielm och friherrinnan Ebba Margareta Åkerhielm af Blombacka. Tornérhielm växte upp i Västergötland och uppmuntrades tidigt att börja måla. Efter en resa till Australien bosatte hon sig först i Rabat i Marocko, där hon bedrev studier i arabiska innan hon flyttade till Tanger för att arbeta som konstnär. Separat ställde hon ut ett flertal gånger i Tanger.